# Wolfsgraben
Wolfsgraben ist eine Gemeinde mit 1805 Einwohnern (Stand 1. Jänner 2025) im Bezirk St. Pölten in Niederösterreich.

## Geografie
Wolfsgraben ist eine Wienerwald-Gemeinde und liegt im niederösterreichischen Industrieviertel, etwa 15 km westlich von Wien. Die Fläche der Gemeinde umfasst 17,43 Quadratkilometer, 66 Prozent der Fläche sind bewaldet.
Im Gemeindegebiet existieren keine weiteren Katastralgemeinden außer Wolfsgraben. Es wird vom Wolfsgrabenbach durchflossen, der beim Kleinen Semmering entspringt und zwei Kilometer nördlich des Ortes beim Wienerwaldsee in die Wien mündet. Hier ist das Tal etwa 200 Meter tief eingeschnitten und wird vom markanten Talübergang Wolfsgraben der Westautobahn überbrückt. Die höchsten Gipfel sind der Hengstlberg (619 m ü. A.), ein unbenannter Gipfel (577 m ü. A.) südlich des Engelkreuzes und die Drei Berge (555 m ü. A., 553 m ü. A., 553 m ü. A.), alle an der Südwestgrenze des Gemeindegebiets.

### Nachbargemeinden
| Pressbaum           |                                             | Purkersdorf   |
| Klausenleopoldsdorf | Kompassrose, die auf Nachbargemeinden zeigt | Laab im Walde |
| Wienerwald          | Breitenfurt bei Wien                        |               |

### Gemeindegliederung
Wolfsgraben besteht aus der einzigen, gleichnamigen Katastralgemeinde und gliedert sich nicht in weitere Ortschaften. Ortsteile der Gemeinde sind:
Dreikohlstätten, Heimbautal, Kleinhöniggraben, Langseiten, Roppersberg sowie einige Einzellagen.

### Klima
Das Klima in Wolfsgraben ist gemäßigt warm, die Lufttemperatur liegt im Jahresdurchschnitt bei 8,9 °C. Die Niederschlagsmenge beträgt im Jahresdurchschnitt 679 mm.
|                        | Jan  | Feb  | Mär  | Apr  | Mai  | Jun  | Jul  | Aug  | Sep  | Okt  | Nov | Dez |   |      |
| Mittl. Temperatur (°C) | −1,5 | 0,2  | 4,1  | 8,9  | 13,8 | 17,0 | 18,8 | 18,4 | 14,2 | 9,1  | 3,8 | 0,0 | ⌀ | 8,9  |
| Mittl. Tagesmax. (°C)  | 1,7  | 3,9  | 8,9  | 14,4 | 19,6 | 22,7 | 24,8 | 24,3 | 19,8 | 14,0 | 7,1 | 2,8 | ⌀ | 13,7 |
| Mittl. Tagesmin. (°C)  | −4,6 | −3,4 | −0,6 | 3,4  | 8,0  | 11,3 | 12,8 | 12,5 | 8,7  | 4,2  | 0,5 | 0,0 | ⌀ | 4,4  |
|                        |      |      |      |      |      |      |      |      |      |      |     |     |   |      |
| Niederschlag (mm)      | 35   | 39   | 44   | 51   | 72   | 85   | 84   | 75   | 54   | 44   | 51  | 45  | Σ | 679  |

| −4,6 |

| −3,4 |

| −0,6 |

| 3,4 |

| 8,0 |

| 11,3 |

| 12,8 |

| 12,5 |

| 8,7 |

| 4,2 |

| 0,5 |

| 0,0 |

| −4,6 |

| −3,4 |

| −0,6 |

| 3,4 |

| 8,0 |

| 11,3 |

| 12,8 |

| 12,5 |

| 8,7 |

| 4,2 |

| 0,5 |

| 0,0 |

| N i e d e r s c h l a g | 35  | 39  | 44  | 51  | 72  | 85  | 84  | 75  | 54  | 44  | 51  | 45  |
|                         | Jan | Feb | Mär | Apr | Mai | Jun | Jul | Aug | Sep | Okt | Nov | Dez |

## Geschichte

### Römerzeit
Im Altertum war das Gebiet Teil der Provinz Pannonia.

### 17. Jahrhundert
Im Jahr 1674 scheinen zwei weitere Ortsteile – „bei den drei Kohlstetten“ und „Fellinggraben“ – urkundlich auf. 1678 wird „in der Langseithen“ erstmals erwähnt. 1679 findet man erstmals die Bezeichnung „Plattenberg“ und „am Roepesberg“.
Bei der zweiten Belagerung Wiens durch die Türken im Jahre 1683 scheinen die Streitscharen in Wolfsgraben großen Schaden angerichtet zu haben. Es wird von zahlreichen „Brandstätten“ berichtet, wobei viele Bewohner Opfer des Krieges wurden.

### 18. Jahrhundert
In der „Josephinischen Fassion“, die mit 24. Juni 1788 datiert ist, finden wir neben einer Steuerzusammenstellung über die „Hüttler“ in Wolfsgraben auch eine umfassende Grenzbeschreibung. Wolfsgraben war damals in folgende Rieden eingeteilt:
Ortsplatz Wolfsgraben, Tabor, Hochbrücken, Köpferleuthen, Blaßlgraben, Fellinggraben, Wilde Laken, Hengst oder 3Buchen, Sandgruben, Dreybergen, Zwickelgraben, Weidengraben, Blattenberg, Kröpfel-Eichen, Spitzwald, Waxegg, Rapersberg, Ruhland, Taxschleif, Glaßgraben, Kaiserzipf, Weidlinger Gemein Wald, Eibengraben, Laabersteig, Wurzen und Sädeln; das sind 26 Rieden.

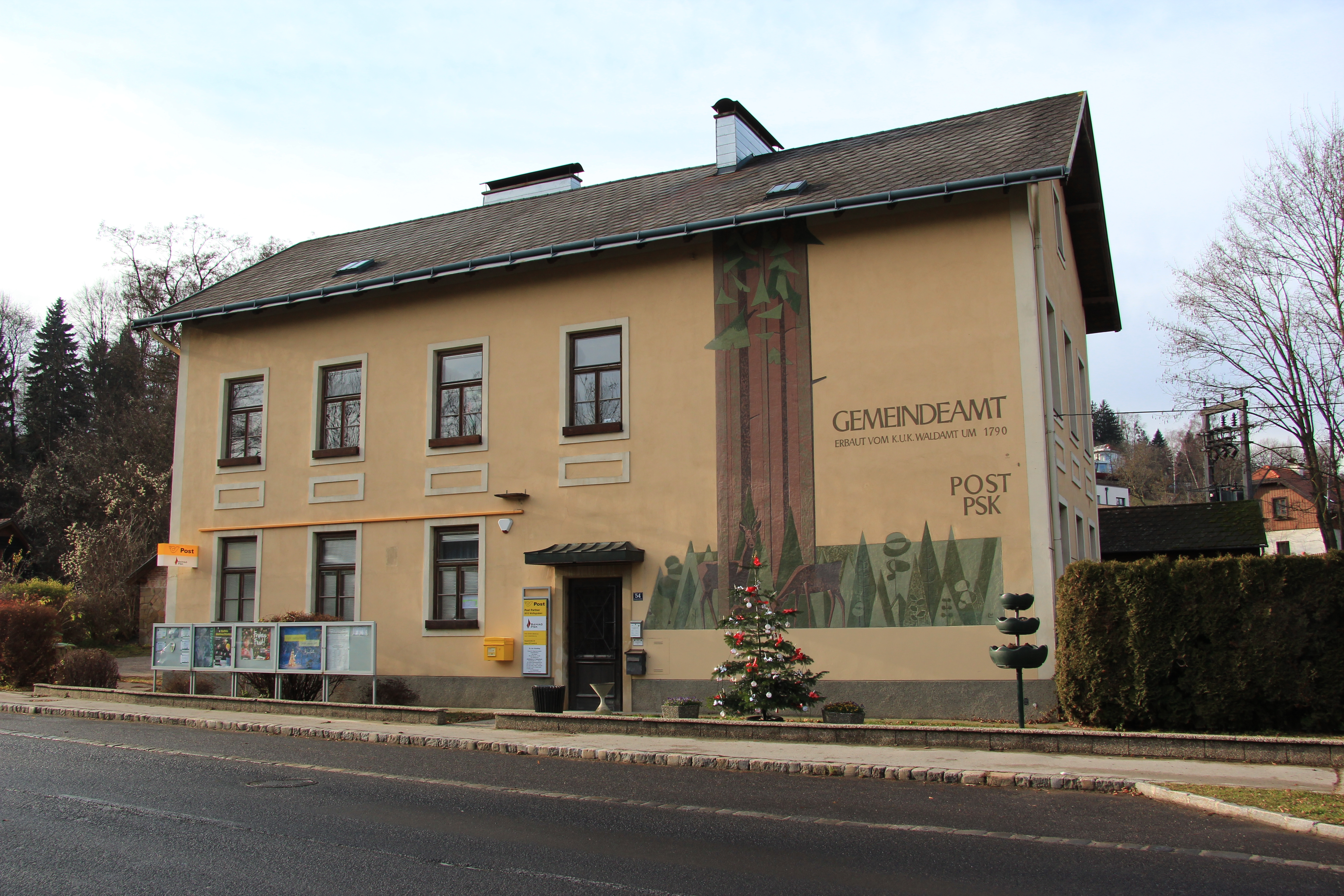
Früheres Schulgebäude und ehemaliges Gemeindeamt im Jahr 2011

Die Schulchronik setzt die Errichtung des Schulhauses in das Jahr 1790. Auf Grund des Bauplanes scheint aber eher eine Errichtung um das Jahr 1776 durch das damalige k. k. Waldamt wahrscheinlicher.

### 19. Jahrhundert
Ab dem Jahr 1849 war die Gemeinde Wolfsgraben Teil des Bezirkes Hietzing, vom Jahr 1868 bis zum Jahr 1890 ein Teil des Bezirkes Sechshaus.
Im Jahr 1890 wurde der Bezirk Sechshaus geteilt und der neue Bezirk Hietzing geschaffen. Dieser umfasste die Gerichtsbezirke Hietzing, Purkersdorf und Neulengbach. Die Gemeinde Wolfsgraben war von 1890 bis 1892 Teil des Bezirkes Hietzing, bis der Bezirkshauptort, Hietzing, durch die Stadt Wien eingemeindet wurde.
Ab 1892 war Wolfsgraben ein Teil des Bezirkes Hietzing-Umgebung.
1896 wurde die bisher einklassige Volksschule auf zwei Schulklassen erweitert.
Anlässlich des 25-jährigen Bürgermeisterjubiläums stellte der damalige Bürgermeister Josef Mitterstöger einen Baugrund für den Kirchenbau zur Verfügung. Der Bau wurde neben der alten Kapelle begonnen, das Baumaterial reichte allerdings nur für das Fundament und Mauern von einem Meter Höhe. Als Bürgermeister Josef Mitterstöger 1899 verstarb, war das vorläufige Ende des Kirchenbaus besiegelt.

### 20. Jahrhundert

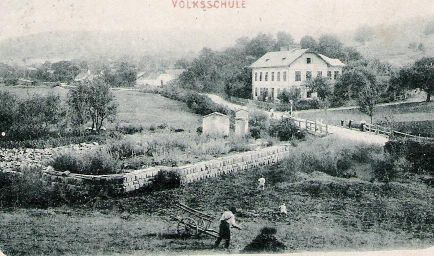
Unvollendeter Kirchenbau, im Hintergrund die Volksschule

1903 gründeten Wiener und Wolfsgrabener Bürger einen Kirchenbauverein, erster Präsident war der Wiener Textilfabrikant August Polivka. 1906 erweiterte Leopold Mitterstöger, Sohn des 1899 verstorbenen Bürgermeisters, die Schenkung seines Vaters, wodurch der Kirchenbau fortgesetzt werden konnte. Im Herbst desselben Jahres konnte das Dach fertiggestellt werden, jedoch waren die Geldreserven wieder erschöpft.
Im selben Jahr wurde die Freiwillige Feuerwehr Wolfsgraben durch 15 Männer aus Wolfsgraben gegründet. Hauptmann wurde der Maurermeister Josef Ecker.
Der Präsident des Kirchenbauvereins, August Polivka, erbat sich bei Pater Anton Maria Schwartz Hilfe bei der Fertigstellung des Kirchenbaus. Der Kalasantinerorden übernahm die Fertigstellung unter der Bedingung, ein kleines Kloster anzubauen. Am 24. Oktober 1907 wurde das Bauwerk durch Weihbischof Godfried Marschall in Anwesenheit von Pater General Anton Maria Schwartz eingeweiht.

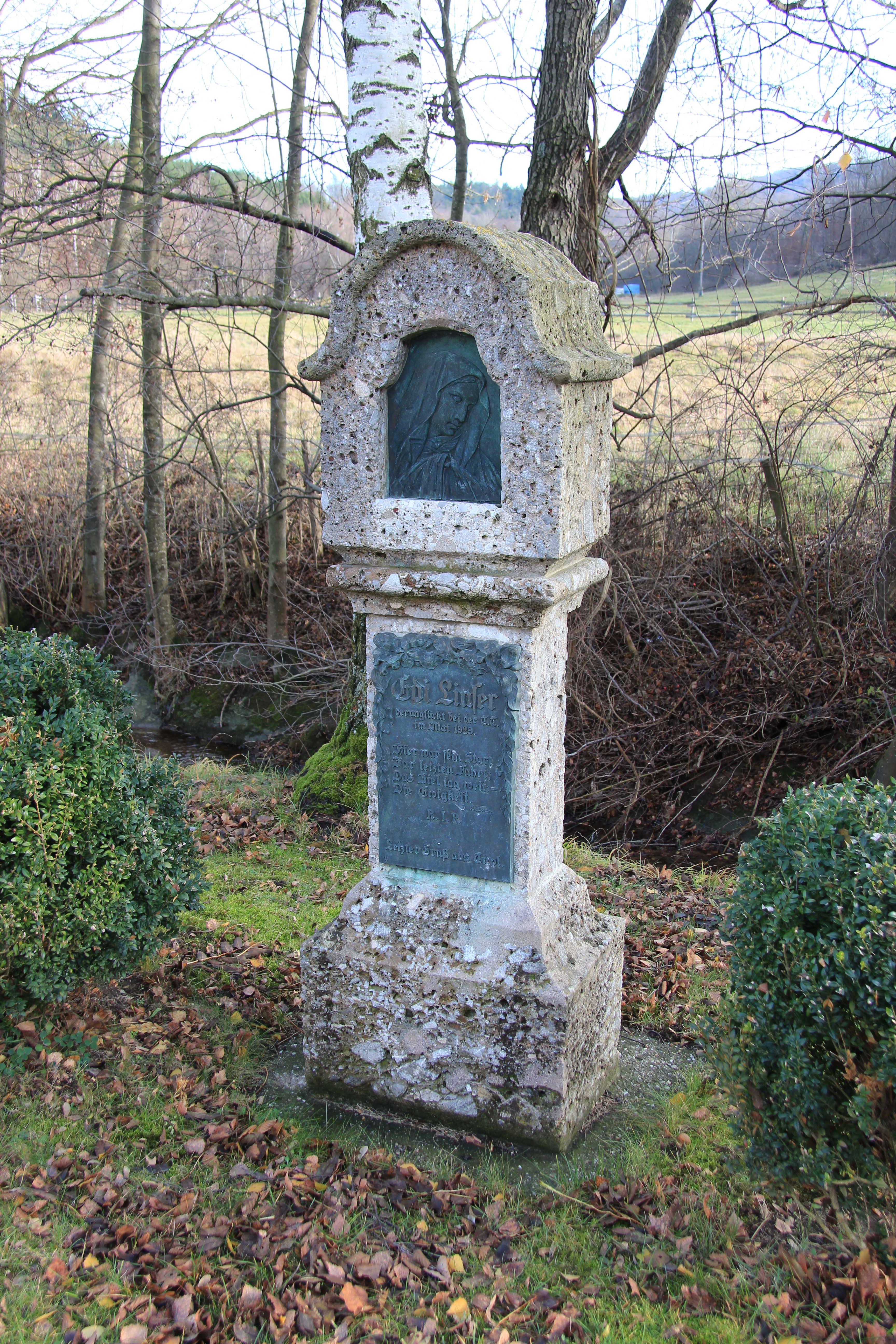
Denkmal für Edi Linser in Wolfsgraben

In den Jahren 1923, 1924 sowie 1926–1930 wurde die Österreichische TT in Breitenfurt bei Wien ausgetragen. Das Rennen fand auf einer 18,1 km langen Strecke durch die Gemeinden Breitenfurt bei Wien, Laab im Walde und Wolfsgraben statt.
Am 12. Mai 1929 kam der österreichische Motorradrennfahrer Edi Linser (1894–1929) bei der VII. Österreichischen TT auf regennasser Fahrbahn auf einem abschüssigen Teilstück nahe Wolfsgraben zu Sturz und zog sich schwere Kopfverletzungen zu, denen er im Krankenhaus in Lainz nahe Wien kurze Zeit später erlag.
Heute existiert ein Gedenkstein gegenüber dem alten Gemeindeamt (Hauptstraße 54) sowie eine Edi Linser-Straße im Ort.

Fertiggestelltes Feuerwehrhaus im Jahr 1931

1931 wurde ein neues Feuerwehrhaus (heute Hauptstraße 50) gebaut und seiner Bestimmung übergeben.
Nach dem Anschluss Österreichs an das Deutsche Reich 1938 wurde der Ort im Gegensatz zum nahen Purkersdorf nicht Groß-Wien angeschlossen, sondern wie auch die umliegenden Gemeinden Gablitz, Mauerbach, Pressbaum und Tullnerbach dem Verwaltungsbezirk Sankt Pölten zugeteilt.
Am 1. Jänner 1956 wurde die Gemeinde aus dem Verwaltungsbezirk Sankt Pölten ausgeschieden und dem 1954 eingerichteten Bezirk Wien-Umgebung zugeteilt. 1972 wurde die Volksschule stillgelegt und die Kinder in der Volksschule in Pressbaum eingeschult.

Neues Feuerwehrhaus im Jahr 1987

In den Jahren 1985 bis 1987 erfolgte der Bau des derzeitigen Feuerwehrhauses mit vier Gemeindewohnungen (heute Wehrer Straße 1). Um die Bauarbeiten starten zu können, nahm das damalige Kommando der Feuerwehr (Herbert Lechner, Franz Kramel sen. und Johann Edlinger) privat ein Darlehen über 300.000 Schilling auf. Das Haus wurde zum Großteil von Feuerwehrmännern und Bewohnern der künftigen Gemeindewohnungen errichtet.
In den Jahren 1992 bis 1993 wurde ein neuer Kindergarten mit drei Gemeindewohnungen hinter dem Feuerwehrhaus in der Wehrer Straße gebaut und feierlich durch Landeshauptmann Erwin Pröll am 19. April 1993 eröffnet.
Im September 2000 erfolgt der einstimmige Gemeinderatsbeschluss zum Beitritt beim Klimabündnis.

### 21. Jahrhundert
Seit 2006 besteht eine Partnerschaft mit der polnischen Gemeinde Kolonowskie.
Im März 2008 wurde mit dem Bau für eine dritte Kindergartengruppe begonnen, dieser konnte 2008 fertiggestellt und eröffnet werden. 2010 wurde eine vierte Kindergartengruppe eröffnet. Im selben Jahr wurde eine neue Volksschule in Tullnerbach eröffnet, seither werden die Kinder aus Wolfsgraben (mit Ausnahme der Ortsteile Dreikohlstetten, Fellinggraben und Kleinhöniggraben) in Tullnerbach unterrichtet. Die Kinder der Ortsteile Dreikohlstetten, Fellinggraben und Kleinhöniggraben besuchen die Volksschule in Pressbaum.
Im Jahr 2016 übersiedelte das Gemeindeamt in den Wirtschaftspark Wienerwald.
Der Bezirk Wien-Umgebung wurde mit 31. Dezember 2016 aufgelöst und Wolfsgraben ist seither Teil des Bezirks St. Pölten.

### Religionen
Die Mehrheit der Bevölkerung ist römisch-katholisch (2001: 70,6 %). Die Bewohner besuchen die römisch-katholische Pfarrkirche zum hl. Herz Jesu im Ort, eine evangelische Kirche befindet sich in der Nachbargemeinde Pressbaum.

### Bevölkerungsentwicklung
2016 hatte die Gemeinde 1707 Einwohner, nach dem Ergebnis der Volkszählung 2001 gab es 1416 Einwohner. 1991 hatte die Gemeinde 1089 Einwohner, 1981 743 und im Jahr 1971 594 Einwohner.
| Wolfsgraben: Einwohnerzahlen von 1869 bis 2025      | Wolfsgraben: Einwohnerzahlen von 1869 bis 2025 | Wolfsgraben: Einwohnerzahlen von 1869 bis 2025 | Wolfsgraben: Einwohnerzahlen von 1869 bis 2025 | Wolfsgraben: Einwohnerzahlen von 1869 bis 2025 |
| --------------------------------------------------- | ---------------------------------------------- | ---------------------------------------------- | ---------------------------------------------- | ---------------------------------------------- |
| Jahr                                                |                                                |                                                |                                                | Einwohner                                      |
| 1869                                                | 1869                                           |                                                | 416                                            | 416                                            |
| 1880                                                | 1880                                           |                                                | 458                                            | 458                                            |
| 1890                                                | 1890                                           |                                                | 478                                            | 478                                            |
| 1900                                                | 1900                                           |                                                | 554                                            | 554                                            |
| 1910                                                | 1910                                           |                                                | 550                                            | 550                                            |
| 1923                                                | 1923                                           |                                                | 620                                            | 620                                            |
| 1934                                                | 1934                                           |                                                | 695                                            | 695                                            |
| 1939                                                | 1939                                           |                                                | 574                                            | 574                                            |
| 1951                                                | 1951                                           |                                                | 572                                            | 572                                            |
| 1961                                                | 1961                                           |                                                | 529                                            | 529                                            |
| 1971                                                | 1971                                           |                                                | 594                                            | 594                                            |
| 1981                                                | 1981                                           |                                                | 743                                            | 743                                            |
| 1991                                                | 1991                                           |                                                | 1.089                                          | 1.089                                          |
| 2001                                                | 2001                                           |                                                | 1.416                                          | 1.416                                          |
| 2011                                                | 2011                                           |                                                | 1.614                                          | 1.614                                          |
| 2021                                                | 2021                                           |                                                | 1.757                                          | 1.757                                          |
| 2025                                                | 2025                                           |                                                | 1.805                                          | 1.805                                          |
| Quelle(n): Statistik Austria, Gebietsstand 1.1.2021 |                                                |                                                |                                                |                                                |

## Kultur und Sehenswürdigkeiten

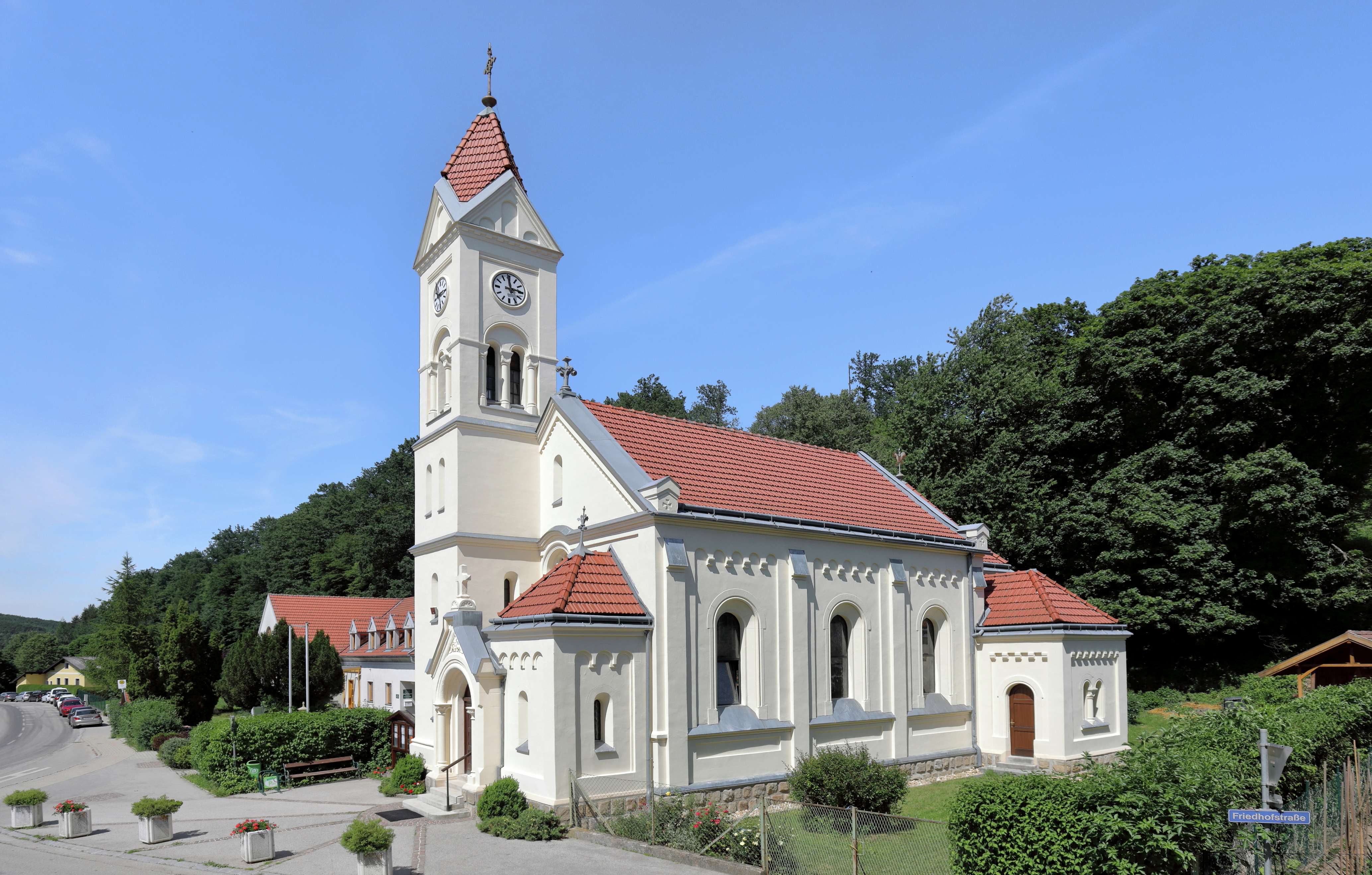
Pfarrkirche zum hl. Herz Jesu

### Bauwerke
- römisch-katholische Pfarrkirche zum hl. Herz Jesu; eine Saalkirche mit neoromanischen Formen, die an der Stelle einer alten Kapelle errichtet und am 24. Oktober 1907 durch Weihbischof Godfried Marschall in Anwesenheit von Pater General Anton Maria Schwartz eingeweiht wurde.[3]
- Zwei Einsteigtürme, Kanalbrücke Beerwartberg, Ein- und Auslaufkammer Wolfsgraben Dücker der II. Wiener Hochquellenleitung

### Denkmäler

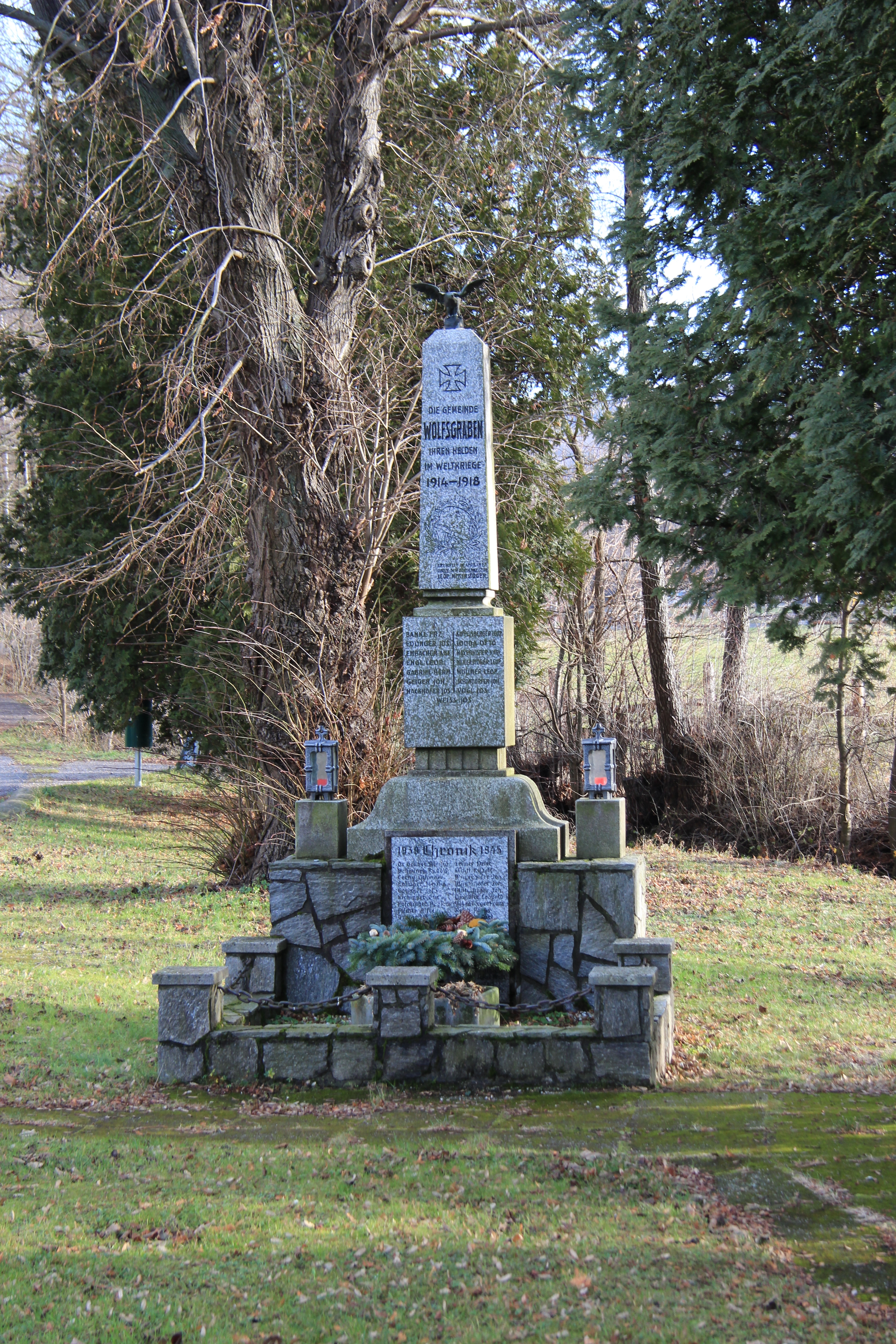
Kriegerdenkmal südseitig der Pfarrkirche

- Kriegerdenkmal südseitig der Pfarrkirche
- Edi-Linser-Gedenkstein, gegenüber dem alten Gemeindeamt (Hauptstraße 54)

### Sport
In der Gemeinde ist der Regionale Sportclub Wolfsgraben (RSCW) mit den Sektionen Fußball, Kinderturnen und Basketball aktiv.
Eine öffentliche Kegelbahn befindet sich in einem Gasthaus.
Weiters steht ein Streetsoccerplatz (neben dem Feuerwehrhaus, Wehrer Straße) sowie ein Sportplatz (Fußballplatz sowie zwei Beachvolleyballplätze) in der Sportplatzstraße sowie ausgeschilderte Reitwege, markierte Wanderwege und ausgeschilderte Mountainbikestrecken zur Verfügung.

### Regelmäßige Veranstaltungen
- 30. April: Maibaumaufstellen vor dem Feuerwehrhaus
- Samstag vor der Sommersonnenwende: Sonnwendfeier der Feuerwehr Wolfsgraben
- Mitte/Ende August: Kultur unter Sternen (Filmvorführung unter freiem Himmel)
- Zweiter Samstag und Sonntag nach Schulbeginn: Familienfest der Feuerwehr Wolfsgraben
- Samstag vor dem ersten Adventwochenende: Punschstand vor dem Feuerwehrhaus
- Zweites und drittes Adventwochenende: Christkindlmarkt beim Wirtshaus Oliver

## Wirtschaft und Infrastruktur
Nichtlandwirtschaftliche Arbeitsstätten gab es im Jahr 2011 134, land- und forstwirtschaftliche Betriebe nach der Erhebung 2010 28. Die Zahl der Erwerbstätigen am Wohnort betrug 2014 912, die allgemeine Erwerbsquote lag bei 54 Prozent.

Feuerwehrhaus Wolfsgraben

In der Gemeinde besteht seit 1906 eine Freiwillige Feuerwehr, das Feuerwehrhaus befindet sich in der Wehrer Straße.
Durch das Gemeindegebiet führt die Laaber Straße B 13. Weiters führt die Landesstraße L 128 durch den Ort, welche im Norden zur Laaber Straße und im Süden über den kleinen Semmering nach Breitenfurt bei Wien führt. Eine zweite Landesstraße, die Brentenmaisstraße L 2108, führt von der L 128 durch das Gemeindegebiet Pressbaum nach Tullnerbach.
Der Ort ist mit öffentlichen Verkehrsmitteln mit den Autobuslinien 253 und 351 erreichbar.
Die II. Wiener Hochquellenleitung führt durch das Gemeindegebiet von Wolfsgraben, welche auch die Gemeinde mit Trinkwasser versorgt.
Das Gemeindeamt sowie ein Postpartner befinden sich im Gebäude des Wirtschaftsparks Wienerwald, Hauptstraße 3c.
In der Gemeinde besteht ein viergruppiger Kindergarten. Kindergartenleiterin ist Frau Regina Mayerhofer.

## Politik
Bürgermeister der Gemeinde ist Christian Lautner.
Seit der Gemeinderatswahl in Niederösterreich 2025 gibt es im Gemeinderat bei insgesamt 19 Sitzen folgende Mandatsverteilung:
- 10 Liste ÖVP
- 4 Liste Grüne
- 2 AKTIVE (Aktives Wolfsgraben)[22]
- 2 FPÖ
- 1 SPÖ

### Bürgermeister der Gemeinde Wolfsgraben
| Monarchie - Andreas Kühnel 1865–1873 - Josef Mitterstöger 1873–1899 - Georg Lechner 1899–1900 - Anton Edlinger 1900–1906 - Franz Schöndorfer 1906–1918 | Erste Republik - Josef Schredl 1918–1919 - Leopold Mitterstöger 1919–1929 - Ernst Dohr 1929–1942 - Rudolf Ubel 1942–1945 | Zweite Republik - Georg Lechner 1945–1947 - Franz Lechner 1947–1970 - Erich Hechl (ÖVP) 1970–2001 - Edwin Hlous (ÖVP) 2001–2006 - Claudia Bock (ÖVP) 2006–2024 - Christian Lautner (ÖVP) seit 2024 |

### Wappen
Im Wappen von Wolfsgraben befindet sich ein Baum mit einem Wolf auf gelbem Grund. Mit Bescheid vom 30. März 1982 wurde der Gemeinde durch die Landesregierung das Gemeindewappen verliehen. Landeshauptmann Siegfried Ludwig konnte das Gemeindewappen im Rahmen einer feierlichen Wappenverleihung am 25. Juni 1982 der Gemeinde übergeben.

### Städtepartnerschaften
Seit 2006 besteht eine Partnerschaft mit der polnischen Gemeinde Kolonowskie.

## Persönlichkeiten

### Ehrenbürger
- Josef Mitterstöger († 1899), ehem. Bürgermeister der Gemeinde Wolfsgraben[3]

### Töchter und Söhne
- Ilse Breit (1908–1998), Malerin, Grafikerin, Illustratorin und Kunsterzieherin

### Personen mit Bezug zur Gemeinde
- Edi Linser (1894–1929), kam am 12. Mai 1929 beim Motorradrennen um die Österreichischen TT in Wolfsgraben ums Leben, heute existiert dort ein Gedenkstein und im Ort die Edi Linser-Straße
- Gusti Wolf (1912–2007), österreichische Kammerschauspielerin, lebte in Wolfsgraben
- Wolfgang Ambros (* 19. März 1952), Liedermacher und Rock/Popsänger – wurde in Wien geboren und wuchs in Wolfsgraben auf.